# مل‌ویل (میزوری)
مل‌ویل (به انگلیسی: Mehlville) شهری در شهرستان سنت لوئیس ایالت میزوری است که جمعیت آن در سرشماری سال ۲۰۱۰ میلادی ۲۸٫۳۸ نفر بوده است.